# Tisztaberek
Tisztaberek község Szabolcs-Szatmár-Bereg vármegyében, a Fehérgyarmati járásban.

## Fekvése
A vármegye keleti részén, a Szatmári-síkságon fekszik, mindössze néhány kilométerre a magyar-ukrán-román hármashatártól.
Szomszédai: észak felől Botpalád, kelet felől Kishódos, dél felől Rozsály, délnyugat felől Gacsály, nyugat felől pedig Túrricse. Külterületei messze elnyúlnak északra a lakott területeitől, így északnyugat felől határos még Csaholccal és Sonkáddal is.
Legközelebbi szomszédja Túrricse mintegy 3-4 kilométerre; a környék más települései közül Rozsály 5, Méhtelek 9,5, Zajta 11, Gacsály 8, Császló pedig 12,5 kilométer távolságra található.

### Megközelítése
A település központján végighalad, nagyjából északnyugat-délkeleti irányban a 4132-es út, közúton csak ezen érhető el Túrricse vagy Rozsály érintésével. Az ország távolabbi részei felől a leginkább kézenfekvő közúti megközelítési útvonala a 491-es főút, amelyről Mándnál célszerű letérni a 4132-es útra.
Vasútvonal nem érinti.

## Története
A település nevét az oklevelek 1332-ben említik először, ekkor Chyzaberug, 1342-ben Thyzthaberuk, 1470-ben Thyzthaberek, 1486-ban Berek alakban írták. A 14. század elején már egyházas hely volt. 1352-ben Tibai Mihály fia István vette zálogba rokonainak, Péter és Tamás mesternek birtokát 200 gyráért. 1393-ban Balk és Drágh perlekedtek Tisztaberek miatt a meggyesi bán fiaival. 1424-ben és 1470-ben a Drágfiak osztoznak meg rajta. A Drágfiakon kívül birtokos volt még itt a Gachály család, 1437-ben, s 1470-ben a Csató család is birtokos volt itt. A 15. században a településnek pálos kolostora is volt, melynek a patrónusai a Drágfi család tagjai voltak. Tisztaberek 1486-ban már a Szatmári várhoz tartozott. A 18. század elején a Gyulafiaké volt, majd utánuk házasság útján a Tarpay Gergelyé lett, aki II. Rákóczi Ferencet követte a bujdosásba, ekkor a Rhédeyek kapták meg, de mellettük a Kecskés és Vasadi családoknak is volt itt birtokuk. Az 1900-as évek elején nagyobb birtoka volt a településen Szoboszlay Sándornak, Dely Imrének és Fogarassy Zsigmondnak is.

## Közélete

### Polgármesterei
- 1990–1991: id. Szűcs József (független)[3][4]
- 1991–1994: Bodnár Barna (MSZP)[5]
- 1995–1998: Bodó Sándor (független)[6]
- 1998–2002: Bodó Sándor (független)[7]
- 2002–2006: Bodó Sándor (független)[8]
- 2006–2010: Kónya Géza (független)[9]
- 2010–2014: Kónya Géza (Fidesz–KDNP)[10]
- 2014–2016: Kónya Géza (Fidesz–KDNP)[11]
- 2016–2017: Nagy Gábor (független)[12][13]
- 2017–2019: Sztolyka János (független)[14][15]
- 2019–2024: Sztolyka János (Fidesz–KDNP)[16]
- 2024– : Sztolyka János (Fidesz–KDNP)[1]

Az 1994. december 11-én megtartott önkormányzati választás után, a polgármester-választás tekintetében nem lehetett eredményt hirdetni, a két induló jelölt közti szavazategyenlőség miatt: a szocialista Bodnár Barna és a független Bodó Sándor egyaránt 176-176 érvényes szavazatot kapott (360-an szavaztak, 8 szavazat érvénytelen volt).
A 2014–2019-es önkormányzati ciklusban két időközi polgármester-választás is zajlott a községben, 2016. december 19-én és 2017. október 8-án, mindkét esetben a hivatalban lévő polgármester lemondása okán.

## Népesség
A település népességének változása:
| Lakosok száma | 693  | 686  | 683  | 667  | 620  | 607  | 592  |
|               | 2013 | 2014 | 2015 | 2021 | 2022 | 2023 | 2024 |

2001-ben a település lakosságának 62,5%-a magyar, 37,5%-a cigány nemzetiségűnek vallotta magát.
A 2011-es népszámlálás során a lakosok 88,2%-a magyarnak, 30,7% cigánynak, 0,6% románnak, 0,6% ukránnak mondta magát (11,7% nem nyilatkozott; a kettős identitások miatt a végösszeg nagyobb lehet 100%-nál). A vallási megoszlás a következő volt: római katolikus 10%, református 53,1%, görögkatolikus 4,8%, felekezeten kívüli 10,6% (18,1% nem válaszolt).
2022-ben a lakosság 91,6%-a vallotta magát magyarnak, 38,2% cigánynak, 1,1% ukránnak, 0,2% románnak, 1,1% egyéb, nem hazai nemzetiségűnek (8,1% nem nyilatkozott; a kettős identitások miatt a végösszeg nagyobb lehet 100%-nál). Vallásuk szerint 3,5% volt római katolikus, 33,7% református, 8,1% görög katolikus, 3,2% egyéb keresztény, 0,5% ortodox, 4,4% felekezeten kívüli (46,5% nem válaszolt).

## Nevezetességei
- Református templom - 1932-ben épült. Belső terében sík, vakolt mennyezet, a torony felől egy fakarzat és négy sorban ülőpadok találhatók. A keleti falhoz simuló, Bakk József kölcsei asztalosmester készítette szószékre két fal közötti lépcsőn lehet feljutni.[23]